# Religion au Bhoutan
Religion au Bhoutan (Pew Research 2010)
- Bouddhisme (75,8 %)
- Hindouisme (22,6 %)
- Christianisme (0,4 %)
- Islam (0,1 %)
- Autres religions, comme le Bön ou le Kirat Mundhum (2,1 %)

La religion officielle au Bhoutan est le bouddhisme tibétain, qui est pratiqué par 75% de la population. Le Bhoutan est un pays bouddhiste d'après sa constitution. Le bouddhisme joue un rôle vital dans le pays, dont il fait partie de l'héritage culturel et de l'identité. La liberté de culte est garantie par le Roi. Autour de 75% de la population suit la lignée Drukpa de l'école Kagyüpa ou l'école Nyingma du bouddhisme tibétain, ou encore une autre école du bouddhisme. Presque 23% de la population pratique l'hindouisme, essentiellement des Lhotshampas,.

## Bouddhisme

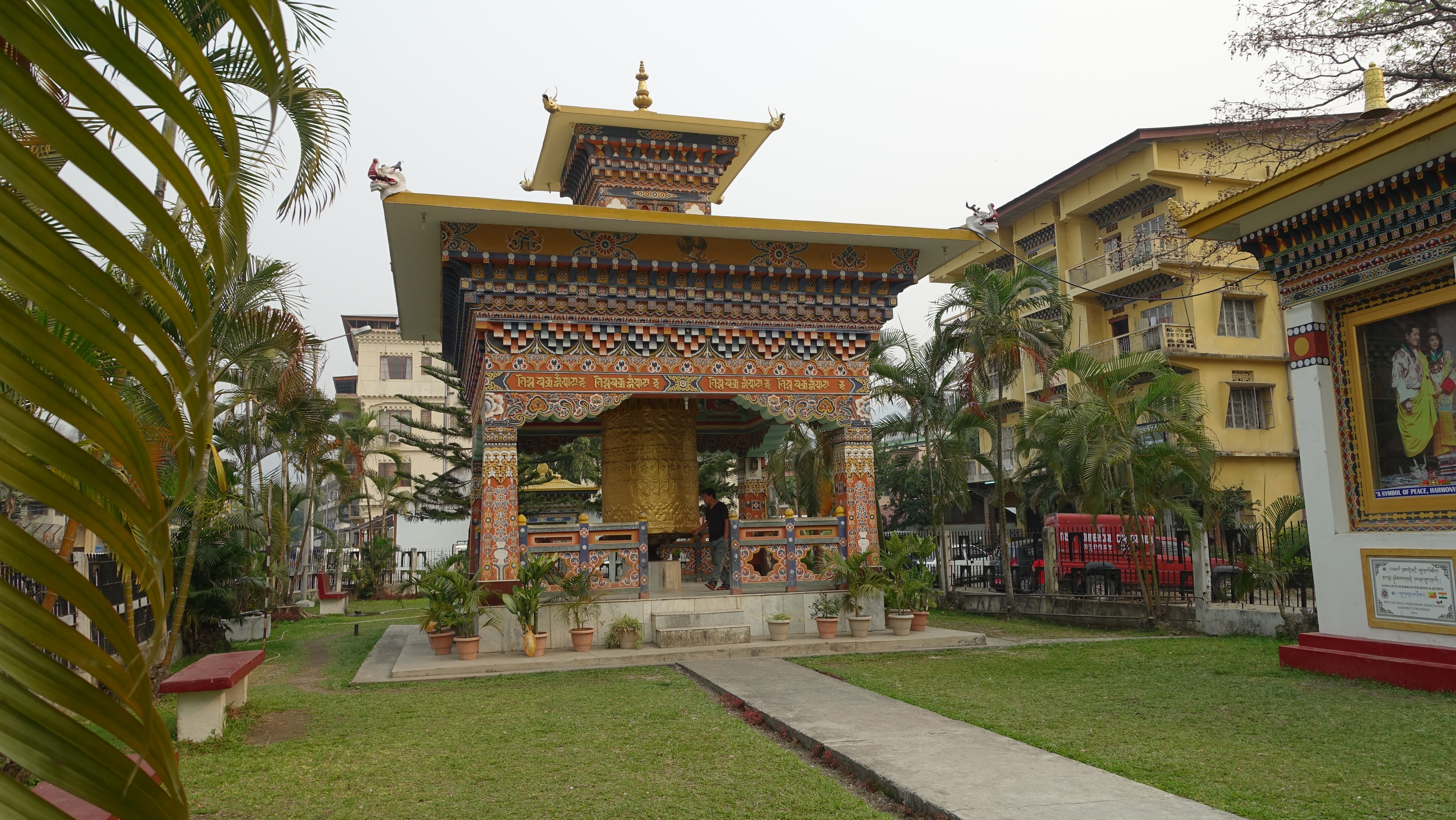
Moulin à prières à Samdrup Jongkhar.

Le peuple Ngalop descend d'immigrants tibétains et constitue la majorité de la population dans l'ouest et le centre du pays. Il suit surtout la lignée Drukpa du bouddhisme vajrayana.
Les Sharcops vivent à l'est et sont probablement les descendants des premiers habitants du pays. Certains d'entre eux pratiquent le bouddhisme en incorporant des éléments de bön, alors que d'autres pratiquent l'animisme ou l'hindouisme.
Le gouvernement soutient à la fois les monastères bouddhistes Kagyu et Nyingma. La famille royale pratique une combinaison des bouddhismes Nyingma et Kagyu et de nombreux citoyens adhèrent au concept de "Kanyin-Zungdrel", signifiant "Kagyupa et Nigmapa unis".

## Hindouisme
Les pratiquants de l'hindouisme, qui sont au nombre de 200 000, vivent principalement dans le sud du pays et appartiennent le plus souvent au peuple lhotshampa, bien qu'un certain nombre de Lhothsmapas pratiquent aussi le bouddhisme. Ils constituent 23% de la population, et l’hindouisme est la deuxième plus grande religion du pays.

## Bön
Le bön est un système de croyance animiste et chamaniste préexistant au bouddhisme qui tourne autour du culte de la nature. Bien que des prêtres bön pratiquent souvent et incluent des rituels bön dans des festivals bouddhistes, très peu de citoyens adhèrent exclusivement à ce groupe religieux.

## Christianisme
Il existe un petit nombre de chrétiens au Bhoutan. D'après un rapport de 2007 il n'y avait pas de missionnaires chrétiens dans le pays, bien que des ONG chrétiennes et des prêtres jésuites menant des activités humanitaires et d'éducation. Des Jésuites portugais ont introduit le christianisme au Bhoutan à la fin du XVIIe siècle, mais leurs enseignements eurent peu de succès parmi un peuple bhoutanais fidèlement attaché au bouddhisme.

## Islam
En 2010, le Pew Research Center estimait que 0,1% de la population était musulmane et que l'islam n'était pas reconnu selon la constitution du Bhoutan,.

## Liberté et réglementation de la religion
La loi garantit la liberté de culte. Les institutions et personnalités religieuses ont le devoir "de promouvoir l'héritage spirituel du pays tout en s'assurant que la religion demeure séparée de la politique" et que les institutions et personnalités religieuses demeurent "au-dessus de la politique" . En accord avec l'objectif affiché du gouvernement de préserver les valeurs religieuses et culturelles des personnes, les deux clauses précédentes de la Constitution de 2008 ont été interprétées respectivement afin d'interdire le prosélytisme, et de limiter le droit de vote des personnalités religieuses,,.
La loi de 2007 sur les organisations religieuses a pour objectif de préserver l'héritage spirituel du Bhoutan en permettant la reconnaissance légale et l'administration des organisations religieuses. Pour atteindre ce but, la loi instaure le Chhoedey Lhentshog comme autorité de régulation des organisations religieuses. Cet organisme régule, surveille et conserve des informations sur toutes les organisations religieuses du Bhoutan, qui doivent en retour se déclarer et respecter certaines formalités juridiques.